# Fleš (čajovník)
Fleš je vzrostný vrchol větvičky čajovníku sbíraný nebo sklízený pro výrobu čaje. Fleše se sklízí z čajovníku čínského (Camellia sisnensis). Jedná se o koncovou část každé větvičky se vzrostným vrcholem a několika lístečky, které jsou mladé. Taktéž stonek je ještě nedřevnatý. Slovo fleš pochází z anglického flush.

## Popis fleše
Fleš se tedy skládá z vrcholového pupenu, který se označuje jako „terminál“ (T). Pod ním bývají 2–3 nevyvinuté heterofylní lístky označované jako „rybí listy“ (R). Následují listy vyvinuté. Velikost a počet sklízených flešů je závislá na použité agrotechnice, tedy na pěstované odrůdě a požadavcích při následné výrobě čaje.

## Sběrové formule čajovníku
V některých zemích se při sběru flešů vytyčují tzv. sběrové formule čajovníku. Ty uvádějí podíl sklizených flešů a velikost prýtů, která zůstává na keři. Jednotlivých formulí je 5: Imperial, Golden Tip neboli White Tip, Fine, Medium, Coarse, Stipule Pluck.

## Sklizeň flešů
Sklizeň flešů je buď ruční, poloautomatizovaná, nebo automatizovaná. Ruční sklizeň je levnější v rozvojových zemích, zatímco v rozvinutých zemích je levnější používat sklizeň automatizovanou. 